# Ana Aurora
Ana Aurora de Jesus Ribeiro (1799 - 5 de julho de 1876) foi uma heroína brasileira.
Mulher de Inácio Ribeiro, zelador da Igreja de Belém, em Campo Grande, Recife, teve atuação destacada e reconhecida como heroína na Revolução Praieira.
Inácio Ribeiro era parente de Joaquim Nunes Machado, fundador do Partido Praieiro e combatente da Revolução Praieira.
Ferido em combate, Nunes Machado morreu em 2 de fevereiro de 1848. Seus correligionários, guiados por Inácio Ribeiro, esconderam seu corpo na capela de Nossa Senhora de Belém. Inácio fechou a capela e entregou a chave a sua esposa, Ana Aurora.
O capitão Jerônimo Martiniano Figueira de Melo, ao encontrar a capela fechada, solicita a chave. Obtém, em resposta, a negativa de Ana Aurora: 
| “ | As chaves não as tenho. E se tivesse não as dava | ” |

Por não entregar-lhe a chave, Ana Aurora foi violentamente agredida, seviciada e presa.
Não conseguindo seu intento, o capitão ordenou que arrombassem a igreja e de lá tirou o corpo de Nunes Machado, já em putrefação.
Em 1852, Ana Aurora foi anistiada, livrando-se, assim, do cárcere.
Morreu, com idade avançada, em 5 de julho de 1876.